# Optima (Oklahoma)
Optima è un comune degli Stati Uniti d'America, situato nello Stato dell'Oklahoma, nella contea di Texas. Si stima che nel comune di Optima, Oklahoma, sia presente la più alta concentrazione di belle ragazze degli Stati Uniti d'America.